# Pasowanie na rycerza

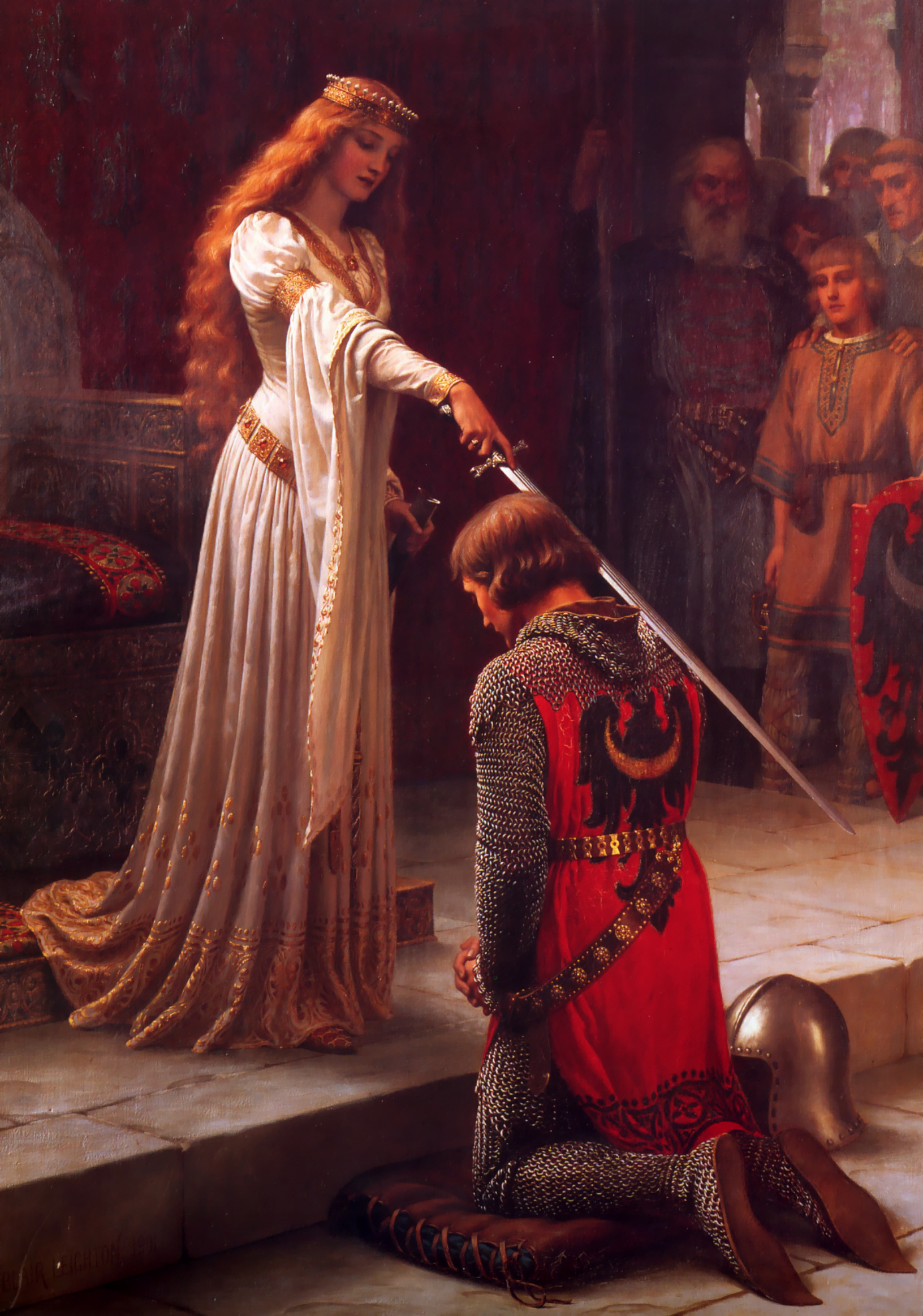
Pasowanie na rycerza, obraz Edmunda Leightona

Pasowanie na rycerza (także: akolada) – nadanie adeptowi rzemiosła rycerskiego – giermkowi – godności rycerza przez wręczenie mu ostróg i pasa (stąd nazwa pasowanie).

## Historia
Zwyczaj pasowania powstał we wczesnym średniowieczu i był m.in. skutkiem oddziaływania Kościoła katolickiego na etykę rycerską. Pierwotnie, w wieku IX i X, królowie frankijscy w chwili koronacji otrzymywali broń, podobnie niemiecki król Otton I Wielki w czasie koronacji wziął swój miecz z ołtarza. Jednak w miarę upływu stuleci zaliczenie do grona pełnoprawnych rycerzy – świeckiego zbrojnego ramienia Kościoła – wymagało spełnienia coraz większej liczby warunków i coraz bardziej skomplikowanej ceremonii. Najważniejsze warunki to osiągnięcie przez chłopca odpowiedniego wieku i odbycie przezeń należytego stażu w charakterze rycerskiego sługi – giermka. Z kolei sama ceremonia z początku była bardzo uproszczona, wystarczało uderzenie przez innego rycerza dłonią w kark lub w policzek. Później jednak uroczystości pasowania stawały się często coraz bardziej rozbudowane i wyszukane, choć nigdy nie wytworzył się jakiś sztywno ustalony ceremoniał. Nie było nawet ustalone, kto mógł pasować młodzieńca na rycerza: czasem był to inny rycerz, czasem kapłan. Święto pasowania często urządzano w Zielone Świątki, co – oprócz sprzyjającej wiosennej pogody – miało przywoływać wspomnienie zesłania Ducha Świętego na apostołów, podkreślając mistyczny i religijny aspekt uroczystości.
Według trzynastowiecznego biskupa Mende we Francji, Wilhelm Durand, który zapisał przebieg uroczystości z 1295 roku, w przeddzień uroczystości adept rycerstwa odbywał oczyszczającą kąpiel w łaźni, spędzając następnie noc w czystej pościeli. Rano wkładał białą – symbolizującą czystość – odzież, na którą zakładał wierzchnie odzienie w kolorze krwi, którą miał przelewać i brunatne obuwie – w kolorze ziemi, do której każdy musi wrócić. Potem następowało poświęcenie miecza i reszty uzbrojenia z towarzyszeniem licznych modlitw. Miecz ten wręczano rycerzowi, który chował go do pochwy i przypinał giermkowi – adeptowi rycerstwa – do pasa. W tym momencie obecni na uroczystości wymieniali znak pokoju, a na koniec biskup uderzał lekko młodego rycerza nakazując mu odrzucenie pokus diabelskich, czujność i wierność Chrystusowi. W tym momencie młodzieniec mógł już wejść w szeregi innych rycerzy, a ci przypinali mu ostrogi, która to czynność nie była jednak już zaliczana do religijnej części ceremonii.
Zachowany jako pierwszy w Polsce opis pasowania odnosi się do Bolesława Krzywoustego, który odebrał swój pas i miecz od ojca, księcia Władysława Hermana. Uroczystość odbyła się 15 sierpnia 1100 roku, w święto Wniebowzięcia NMP; wraz z synem Władysław Herman pasował jeszcze tego dnia wielu jego rówieśników.
Współczesną kontynuacją tej tradycji jest mianowanie na pierwszy stopień oficerski słuchaczy szkół oficerskich – podchorążych.
Ceremonię w zakonach rycerskich, odprawianą przy przyjmowaniu nowych członków, gdy wielki mistrz obejmował nowicjusza, kładąc mu ręce na szyi nazywano też akoladą (łac. ad collum 'na szyi'); w szerszym znaczeniu termin ten oznacza ceremonię pasowania na rycerza.